# Ateralphus variegatus
Ateralphus variegatus är en skalbaggsart som först beskrevs av Mendes 1938.  Ateralphus variegatus ingår i släktet Ateralphus och familjen långhorningar. Inga underarter finns listade.